# Mauron
Mauron (bret. Maoron) – miejscowość i gmina we Francji, w regionie Bretania, w departamencie Morbihan.
Według danych na rok 1990 gminę zamieszkiwało 3396 osób, a gęstość zaludnienia wynosiła 51 osób/km² (wśród 1269 gmin Bretanii Mauron plasuje się na 146. miejscu pod względem liczby ludności, natomiast pod względem powierzchni na miejscu 32.).